# 244932 Méliès
244932 Méliès è un asteroide della fascia principale. Scoperto nel 2003, presenta un'orbita caratterizzata da un semiasse maggiore pari a 2,7581626 au e da un'eccentricità di 0,1449020, inclinata di 1,52716° rispetto all'eclittica.
L'asteroide era stato inizialmente battezzato 244932 Méliés per poi essere corretto nella denominazione attuale.
L'asteroide è dedicato al regista francese Georges Méliès.